# Hal David
Hal David (Nueva York, Estados Unidos, 25 de mayo de 1921 - 1 de septiembre de 2012) fue un letrista estadounidense. Conocido por su colaboración con el músico Burt Bacharach, autores de numerosos éxitos musicales en la década de 1960.

## Carrera
La mayor parte de su trabajo ha sido en colaboración con Burt Bacharach, a la par de que él escribió varias canciones exitosas para Dionne Warwick. También compuso para Dusty Springfield, B. J. Thomas, Gene Pitney, Tom Jones, Jackie DeShannon y otros cantantes de la década de 1960. 
Entre sus mayores éxitos se incluyen: This Guy's in Love With You, I'll Never Fall in Love Again, Do You Know the Way to San José, Walk on By, What the World Needs Now Is Love, (There's) Always Something There to Remind Me, One Less Bell to Answer, Anyone Who Had a Heart y los hoy ya clásicos Raindrops Keep Fallin' on My Head y I Say a Little Prayer, que fueron interpretados por múltiples cantantes.
Raindrops Keep Fallin' on My Head ganó un premio Oscar por la película Butch Cassidy and the Sundance Kid (Dos hombres y un destino), a la mejor canción original. 
Don't Make Me Over (canción), (They Long to Be) Close to You y Walk on By fueron canciones ganadoras del premio Grammy. 
What's New Pussycat, Alfie y The Look of Love fueron candidatas al premio Oscar. También escribió muchos éxitos de música country, entre ellos To All The Girls I've Loved Before, coescrita con Albert Hammond y que fue interpretada en un popular dueto por Willie Nelson y Julio Iglesias.

## Otros logros
- En 1984 fue elegido para el salón de la fama de autores de canciones en Nashville.
- Recibió su doctorado en música en la Universidad de Illinois en 1991 por su contribución a la música estadounidense.
- En mayo de 2000 recibió un doctorado honorario de letras humanas de la Universidad Claremont.
- Era uno de los fundadores del Los Angeles Music Center
- Era miembro directivo del Cedars-Sinai Medical Center.
- Era miembro directivo del ASCAP, habiendo servido como su presidente, y donde ha trabajado para reformar los derechos de propiedad intelectual.
- Era director de la National Academy of Popular Music y su "Salón de la Fama de Autores de canciones".

## Trabajo en Broadway
- Promises, Promises (1968) - musical - escritor - Premio Tony, candidata al mejor musical
- André DeShield's Haarlem Nocturne (1984) - musical - escritor de canciones
- The Look of Love (2003) - musical - escritor

## Premios y distinciones
Premios Óscar
| Año  | Categoría              | Canción                             | Película                 | Resultado |
| ---- | ---------------------- | ----------------------------------- | ------------------------ | --------- |
| 1966 | Mejor canción original | «What's New Pussycat?»              | What's New Pussycat?     | Nominado  |
| 1968 | Mejor canción original | «The Look of Love»                  | Casino Royale            | Nominado  |
| 1969 | Mejor canción original | «Raindrops Keep Fallin' on My Head» | Dos hombres y un destino | Ganador   |